# Proyecto Huemul

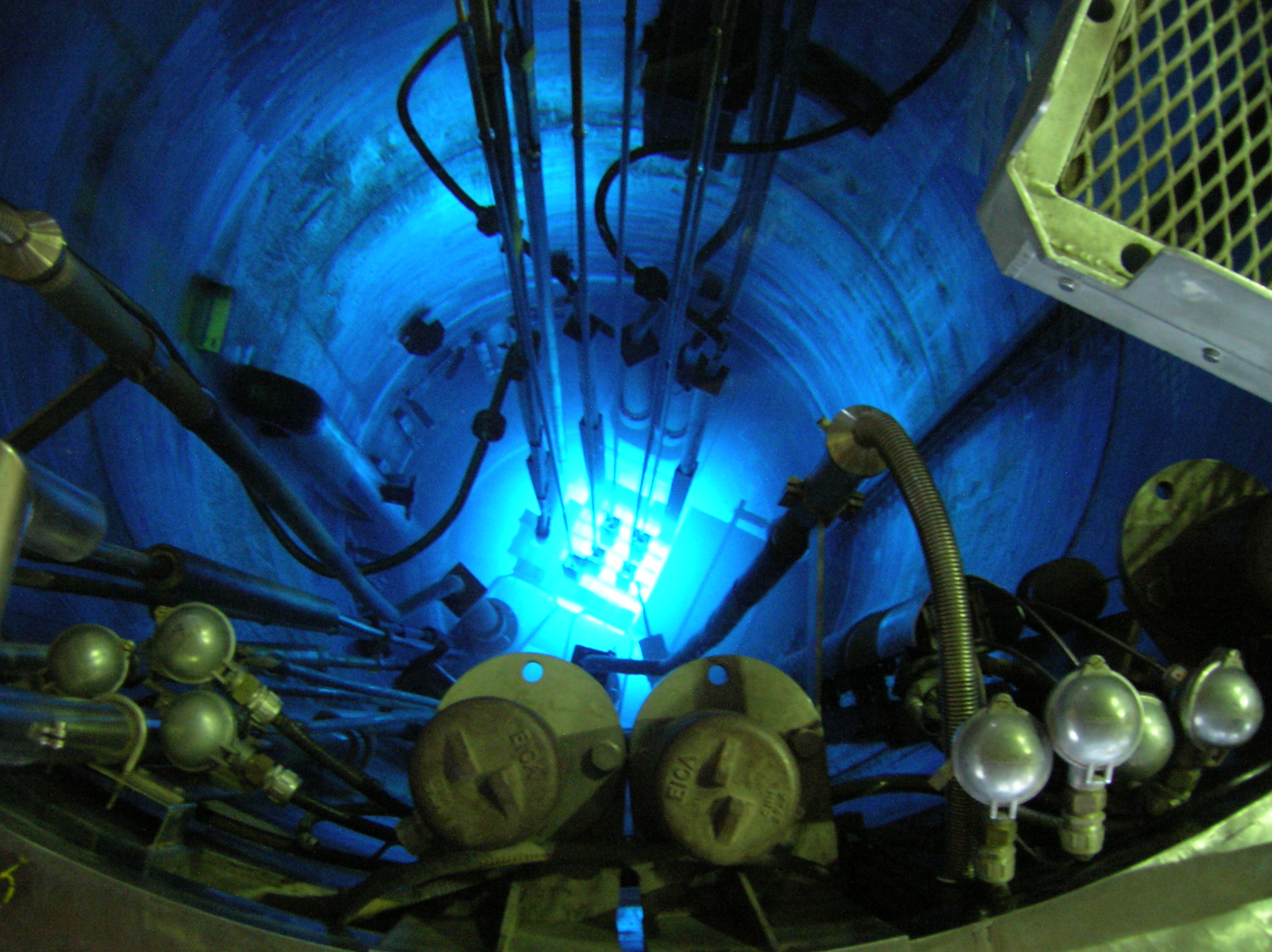
Vista del reactor RA-6, Centro Atómico Bariloche, ubicado en lo que fueran instalaciones de apoyo al Proyecto Huemul.

En la isla Huemul, ubicada en el lago Nahuel Huapi, provincia de Río Negro, Argentina, se desarrolló un fallido proyecto científico denominado proyecto Huemul, llevado a cabo por el austríaco Ronald Richter desde 1948 hasta 1952, durante la primera presidencia de Juan Domingo Perón.

## Historia del proyecto
A fines de 1949 se inició la construcción de laboratorios secretos destinados a este proyecto en la isla Huemul, en el lago Nahuel Huapi de la Patagonia argentina. 
Durante 1948, el físico austríaco Ronald Richter presentó al presidente Perón un proyecto para desarrollar la fusión nuclear controlada, una posibilidad que en ese momento no había logrado ningún laboratorio en el mundo, y que resultaba en un tema de gran interés porque implicaría contar con una fuente prácticamente inagotable de energía. Richter inició sus trabajos en el Instituto Aerotécnico de Córdoba donde, por otra parte, el ingeniero Kurt Tank llevaba a cabo experiencias exitosas en el diseño y construcción de aviones a reacción. El científico austríaco debió mudar su lugar de residencia e investigación, y tras considerar los áridos parajes de Catamarca, San Juan, La Rioja, así como de varios puntos de la Patagonia, Richter decidió que las condiciones que ofrecía la Isla Huemul eran sin dudas las más adecuadas. Por ello, luego de evaluarse varias alternativas, entre fines de 1949 y principios de 1950 se inició el montaje de los laboratorios en la Isla Huemul.
La Comisión Nacional de Energía Atómica, a cuyo frente estuvo primeramente el Coronel Enrique P. González y a partir de 1952 el capitán de Fragata Pedro Iraolagoitia, había sido creada en mayo de 1950. Tenía entre sus objetivos brindar apoyo al proyecto Huemul, pero no se limitó a esto sino que, primero González y luego Iraolagoitia en mayor medida, consultaron a los expertos que tenían a la mano sobre la idoneidad de Richter y la veracidad de sus afirmaciones. En septiembre de 1952 la isla Huemul fue visitada por una comisión fiscalizadora integrada por los doctores José Antonio Balseiro, Mario Báncora, Manuel Beninson, Pedro Bussolini y Otto Gamba.

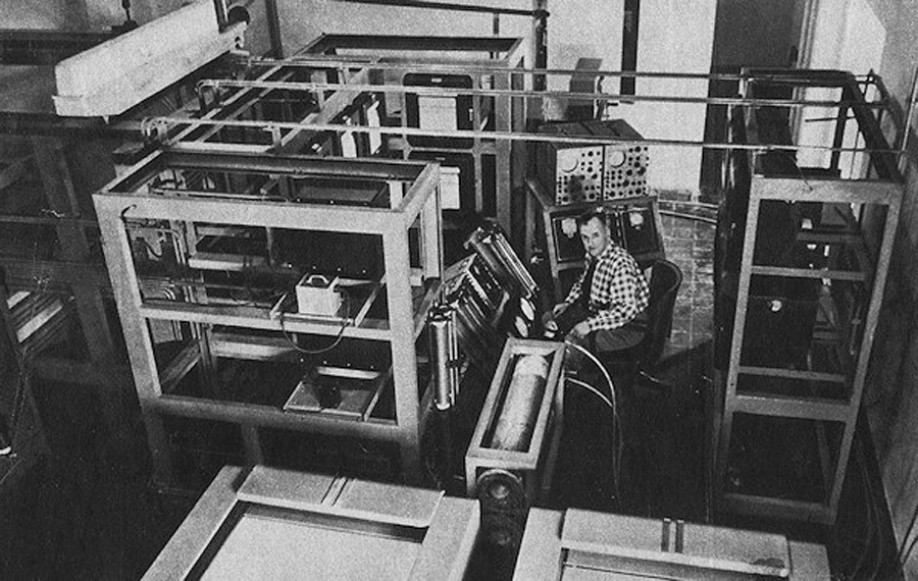
Ronald Richter trabajando en el Proyecto Huemul.

Balseiro fue traído especialmente de Mánchester para integrar esta comisión. Su participación en la misma fue en realidad fortuita, pero finalmente junto con la de Báncora resultó una de las más relevantes. A fines de 1949 se inició la construcción de laboratorios destinados a este proyecto en la isla Huemul, en el lago Nahuel Huapi de la Patagonia argentina.
Balseiro invalidó los argumentos de Richter con fundamentos de carácter teórico y demostró que no tenían allí ningún dispositivo que pudiera generar un campo magnético oscilante para lograr un efecto de resonancia con la frecuencia necesaria de precesión de Larmor como sostenía Richter. Balseiro relató como las experiencias y comprobaciones realizadas por Richter habían fracasado y aseguró que era falso que hubiera logrado generar ninguna reacción de carácter termonuclear controlada:

El resultado obtenido es, pues, que el enorme número de choques sufridos por el átomo de Li, en las condiciones que se opera, imposibilita la realización de cualquier dispositivo de contralor basado en el principio mencionado por el doctor Richter.

El Dr Richter ha mostrado un desconocimiento sorprendente sobre el tema.

Balseiro demostró ampliamente la inviabilidad del método propuesto por Richter.
Báncora también denunció la inviabilidad del proyecto demostrándolo experimentalmente en la Escuela de Mecánica de la Armada y cuyo informe fue de gran importancia. Las conclusiones del ingeniero Báncora fueron las siguientes:

El dispositivo usado por el Dr. Richter, es el arco cantante descubierto por Dudell hace unos 50 años. [...] Para estar absolutamente seguro de esta afirmación el suscripto ha repetido las experiencias en su propio laboratorio, obteniendo los mismos resultados, vale decir: a- el mismo tipo de oscilaciones en la pantalla de un oscilógrafo conectado a una bobina exploradora; b- funcionamiento a la máxima velocidad posible de un escalímetro conectado a un geiger situado a un metro y medio de distancia del arco.
En virtud de las comprobaciones y consideraciones que preceden, el suscripto se considera autorizado para afirmar que no existe un fundamento científico serio en las afirmaciones del Dr. Richter de haber logrado una reacción termonuclear controlada, lamentando profundamente el haber tenido que llegar a esta conclusión.

La historia del proyecto fue objeto de una ópera, un libro, y varios artículos y cartas en revistas científicas. 
Richter se retira, vive varios años en Montegrande y muere a principios de la década de 1990.

## Legado
Luego de esto Balseiro y Báncora quedaron vinculados a la Comisión Nacional de Energía Atómica a la que se habían incorporado otros científicos que volvían del exterior como también algunos que habían sido alejados de la Universidad por el gobierno. Al concluirse el Proyecto Huemul, la CNEA ya había iniciado actividades de investigación en sus instalaciones de Buenos Aires. Así se habían comprado el sincrociclotrón y un acelerador de cascadas que dieron origen al desarrollo de la física nuclear en la Argentina. Se formó un grupo de radioquímica con el profesor Walter Seelman-Eggebert que hizo aportes originales identificando diversos isótopos nuevos. Grupos de radiación cósmica, que se habían iniciado en la Universidad de Buenos Aires, encontraron su ámbito allí. Al poco tiempo se iniciaron actividades en metalurgia, ya que para ese entonces la CNEA había decidido que se dedicaría a desarrollar las bases necesarias para la tecnología de reactores cubriendo todas las áreas científicas conexas.
Es también consecuencia del fallido de Richter la creación del Centro Atómico Bariloche, la creación del Instituto Balseiro de formación de ingenieros y físicos nucleares, y posteriormente la creación de INVAP (Investigaciones Aplicadas), fábrica de productos de alta tecnología, todos ellos en San Carlos de Bariloche.